# Burmeistera crebra
Burmeistera crebra är en klockväxtart som beskrevs av Mcvaugh. Burmeistera crebra ingår i släktet Burmeistera och familjen klockväxter.
Artens utbredningsområde är Costa Rica. Inga underarter finns listade i Catalogue of Life.